# Amalia Alegre Arnau
Amalia Alegre Arnau  (Estivella, 1862 - Barcelona, noviembre 1931) fue una activista valenciana, que lideró en Barcelona la revuelta de las mujeres de 1918.

## Biografía
Nació en el País Valenciano y más tarde se trasladó y residió en el antiguo Distrito V de Barcelona, que se corresponde con el actual barrio del Raval . Algunas fuentes la citan como militante del Partido Republicano Radical de Alejandro Lerroux . 
La mañana del 10 de enero de 1918, ante el encarecimiento del carbón, alimentos y combustible, que ponía en riesgo la subsistencia de las familias más humildes durante el invierno,  organizó una movilización popular colgando un cartel en la calle de Olmo, donde vivía.  

El llamamiento reunió a más de 400 personas, mayoritariamente mujeres, que marcharon pacíficamente hacia la sede del Gobierno Civil, que debía velar por controlar la inflación de los productos de primera necesidad.  Alegre pudo reunirse con el gobernador, Ramón Auñón, pero no llegaron a ningún acuerdo. 
Las protestas fueron a más, repitiendo la concentración esa misma tarde y también los días subsiguientes. Las mujeres impidieron que los hombres se sumaran y la huelga feminista adquirió cada vez mayor virulencia, con miles de manifestantes en las calles.  Se apedrearon locales de ocio frecuentados por los empresarios locales, a los que tachaban de especuladores; y tuvieron que cerrar fábricas y comercios, por miedo a ser vandalizados.  Amalia Alegre convocó una manifestación en la Plaza de Cataluña, que atrajo a 5.000 personas, y que solo aceptaba la presencia de hombres si iban acreditados como periodistas .  El fenómeno barcelonés se reprodujo en ciudades españolas como La Coruña, Alicante y Málaga .  16 días después de iniciarse el conflicto, las autoridades decretaron el estado de guerra, ordenando la intervención militar en la Rosa de Fuego . Sofocada la revuelta, el gobernador fue destituido y se aplicó un férreo control de precios. 
Alegre también fue conocida por el apoyo a la lucha obrera, refugiando sindicalistas de la CNT prófugos en su casa. 
En marzo de 2023, el Ayuntamiento de Barcelona inauguró una placa conmemorativa en recuerdo de Amalia Alegre. Se sitúa en la calle del Olmo núm. 31, donde se encontraba la casa de la valenciana y desde donde se inició aquella primera movilización.  Además, Alegre fue una de las personalidades homenajeadas por el consistorio barcelonés en la campaña Ciudad de Mujeres de ese mismo mes. 